# Arthur Waley
Arthur Waley (Tunbridge Wells, 19 août 1889 – Highgate, Londres, 27 juin 1966) est un sinologue et orientaliste britannique, traducteur de chinois mais aussi de japonais, historien, poète et auteur d'anthologies. Reconnu par Ezra Pound et très proche du Bloomsbury Group, il a reçu de nombreux prix littéraires et distinctions honorifiques, dont la dignité de commandeur de l'ordre de l'Empire britannique et l'Ordre des compagnons d'honneur.

## Biographie
Né en 1889 à Tunbridge Wells, dans le Kent, Arthur Waley se nomme en réalité Arthur David Schloss. De famille juive, il est le fils de l'économiste David Frederick Schloss. Le patronyme de « Waley » est celui de sa grand-mère paternelle.
Après des études classiques à Rugby School et à King's College (Cambridge), il entre au British Museum en 1913, en tant que conservateur adjoint des imprimés et des manuscrits du département d'Extrême-Orient. C'est là qu'il apprend le chinois et le japonais en autodidacte, afin de simplifier son travail d'élaboration des catalogues.
Il va devenir l'un des plus brillants spécialistes de son siècle dans le domaine de la Chine et du Japon, de par ses traductions, ses essais, ses préfaces et ses recueils de textes, et il contribuera largement à la diffusion de la culture extrême-orientale en Occident.
Arthur Waley refusa toute sa vie de se rendre en Extrême-Orient et déclina une invitation officielle de la Chine sous prétexte de mauvaise santé.
Arthur Waley est enterré dans le cimetière de Highgate.

## Quelques publications

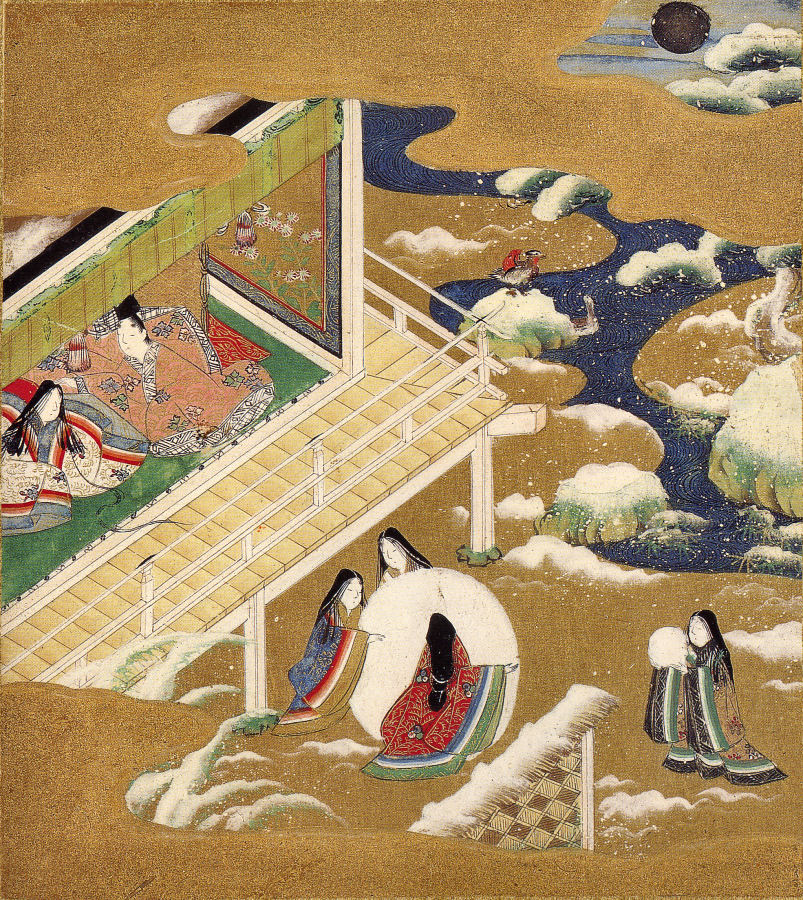
Le Dit du Genji, livre 20

- A Hundred and Seventy Chinese Poems, 1918
- More Translations from the Chinese (Alfred A. Knopf, New York, 1919).
- Japanese Poetry: The Uta, 1919
- The Nō Plays of Japan, 1921
- The Tale of Genji, by Lady Murasaki, 1921-1933
- The Temple and Other Poems, 1923
- Introduction to the Study of Chinese Painting, 1923
- The Pillow Book of Sei Shōnagon, 1928
- The Way and its Power: A Study of the Tao Te Ching and its Place in Chinese Thought, 1934
- The Book of Songs (Shih Ching), 1937
- The Analects of Confucius, 1938
- Three Ways of Thought in Ancient China, 1939
- Translations from the Chinese, a compilation, 1941
- Monkey, 1942 (James Tait Black Memorial Prize)
- Chinese Poems, 1946
- The Life and Times of Po Chü-I, 1949
- The Real Tripitaka and Other Pieces, 1952
- The Nine Songs: A Study of Shamanism in Ancient China, 1955
- Yuan Mei: Eighteenth Century Chinese Poet, 1956
- The Opium War through Chinese Eyes, 1958
- The Poetry and Career of Li Po, 1959
- Ballads and Stories from Tun-Huang, 1960
- The Secret History of the Mongols, 1963